# NGC 174
NGC 174 je galaksija u zviježđu Kipar.

## Vanjske poveznice
- SEDS: NGC 0174